# New Zealand Football Championship 2005/06
2005/06 ging die vom neuseeländischen Fußballverband ausgerichtete New Zealand Football Championship in die zweite Saison. Durch ein 4:3-Sieg im Elfmeterschießen (3:3, 0:0 n. V.) gegen Canterbury United konnte Auckland City den Meistertitel verteidigen.
In der Regular Season spielte jedes Team dreimal gegen jedes andere. Anschließend folgten die Playoffs. Ein Absteiger wurde nicht ausgespielt.

## Tabelle
| Pl. | Verein                | Sp. | S  | U | N  | Tore    | Diff. | Punkte |
| --- | --------------------- | --- | -- | - | -- | ------- | ----- | ------ |
| 1.  | Auckland City FC (M)  | 21  | 16 | 0 | 5  | 063:280 | +35   | 48     |
| 2.  | YoungHeart Manawatu   | 21  | 14 | 4 | 3  | 050:290 | +21   | 46     |
| 3.  | Canterbury United     | 21  | 13 | 2 | 6  | 036:220 | +14   | 41     |
| 4.  | Team Wellington       | 21  | 8  | 4 | 9  | 043:330 | +10   | 28     |
| 5.  | Otago United FC       | 21  | 7  | 6 | 8  | 027:250 | +2    | 27     |
| 6.  | Waitakere United      | 21  | 6  | 4 | 11 | 038:410 | −3    | 22     |
| 7.  | Waikato FC            | 21  | 6  | 4 | 11 | 031:440 | −13   | 22     |
| 8.  | Hawke’s Bay United FC | 21  | 1  | 2 | 18 | 017:630 | −46   | 05     |

## Playoffs
Zunächst spielte der Zweite gegen den Dritten(Spiel A). Der Sieger spielte gegen den Tabellenersten Auckland City(Spiel D). Währenddessen duellierte sich in Spiel C der Sieger aus der Partie Vierter gegen Fünfter (B) mit dem Verlierer des Spiels A. Der Sieger des Spiels C trat nun im Halbfinale gegen den Verlierer des Spiels D an. Im Finale standen sich dann die Sieger von Spiel D und Halbfinale gegenüber.
Spiel A
|               | Ergebnis              |                 |
| ------------- | --------------------- | --------------- |
| Manawatu (2.) | 0:0 n. V. (4:5 i. E.) | Canterbury (3.) |

Spiel B
|                 | Ergebnis              |                   |
| --------------- | --------------------- | ----------------- |
| Wellington (4.) | 2:2 n. V. (4:1 i. E.) | Otago United (5.) |

Spiel C
|                       | Ergebnis |                        |
| --------------------- | -------- | ---------------------- |
| Wellington (Sieger B) | 3:2      | Manawatu (Verlierer A) |

Spiel D
|                    | Ergebnis |                       |
| ------------------ | -------- | --------------------- |
| Auckland City (1.) | 3:0      | Canterbury (Sieger A) |

Halbfinale
|            | Ergebnis |            |
| ---------- | -------- | ---------- |
| Canterbury | 2:1      | Wellington |

Finale
|            | Ergebnis              |               |
| ---------- | --------------------- | ------------- |
| Canterbury | 3:3 n. V. (3:4 i. E.) | Auckland City |